# Myron Nettinga

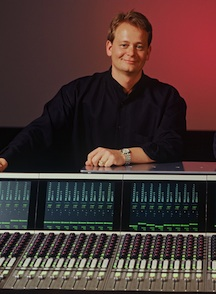
Myron Nettinga 2002

Myron Nettinga (* 1967) ist ein US-amerikanischer Tontechniker.

## Leben
Nettinga begann seine Karriere als Tontechniker Anfang der 1990er Jahre. Neben Engagements beim Film war er für das Fernsehen tätig, unter anderem arbeitete er an der Stephen-King-Miniserie Das Monstrum. Für seine Tätigkeit beim Fernsehen war er zwischen 1993 und 1998 sechs Mal für den Primetime Emmy nominiert, konnte die Auszeichnung jedoch nie entgegennehmen.
2002 erhielt er gemeinsam mit Michael Minkler und Chris Munro den Oscar in der Kategorie Bester Ton für Black Hawk Down. Im selben Jahr war er auch für den BAFTA Film Award in der Kategorie Bester Ton nominiert. Weitere Nominierungen für den BAFTA Film Award erhielt er 2004 für Kill Bill – Volume 1 und 2005 für Collateral.

## Filmografie (Auswahl)
- 1992: Der Duft der Frauen (Scent of a Woman)
- 1993: Die Firma (The Firm)
- 1994: Kleine Giganten (Little Giants)
- 1995: Sabrina
- 1997: Ein Mann – ein Mord (Grosse Pointe Blank)
- 1999: Die Braut, die sich nicht traut (Runaway Bride)
- 2001: Black Hawk Down
- 2002: Insomnia – Schlaflos (Insomnia)
- 2003: Hollywood Cops (Hollywood Homicide)
- 2003: Kill Bill – Volume 1 (Kill Bill: Vol. 1)
- 2004: Collateral
- 2004: Kill Bill – Volume 2 (Kill Bill: Vol. 2)
- 2005: Flightplan – Ohne jede Spur (Flightplan)
- 2007: Die Regeln der Gewalt (The Lookout)
- 2008: Superhero Movie
- 2009: Hannah Montana – Der Film (Hannah Montana: The Movie)
- 2009: Surrogates – Mein zweites Ich (Surrogates)
- 2011: Der ganz normale Wahnsinn – Working Mum (I Don’t Know How She Does It)
- 2012: Silver Linings (Silver Linings Playbook)
- 2013: American Hustle
- 2013: Getaway
- 2013: Scary Movie 5
- 2014: Die Coopers – Schlimmer geht immer (Alexander and the Terrible, Horrible, No Good, Very Bad Day)
- 2016: Trolls
- 2017: Geostorm
- 2017: Den Sternen so nah (The Space Between Us)
- 2019: Everest – Ein Yeti will hoch hinaus (Abominable)

## Auszeichnungen (Auswahl)
- 2002: Oscar in der Kategorie Bester Ton für Black Hawk Down
- 2002: BAFTA-Film-Award-Nominierung in der Kategorie Bester Ton für Black Hawk Down
- 2004: BAFTA-Film-Award-Nominierung in der Kategorie Bester Ton für Kill Bill: Vol. 1
- 2005: BAFTA-Film-Award-Nominierung in der Kategorie Bester Ton für Collateral